# Emmanuel Nsubuga
Emmanuel Kiwanuka Nsubuga (11 listopada 1914 w Kisule, archidiecezja Kampala – 20 kwietnia 1991 w Kolonii) – ugandyjski duchowny katolicki, arcybiskup Kampali, kardynał.

## Życiorys
Ukończył Wyższe Seminarium Duchowne w Katigondo, przyjął święcenia kapłańskie 15 grudnia 1946 w Katigondo. Pracował jako duszpasterz w archidiecezji Kampala, sprawował tu także funkcje wikariusza generalnego (1961–1966) i wikariusza kapitulnego (1966). 5 sierpnia 1966 został mianowany arcybiskupem Kampali, przyjął sakrę biskupią w Kampali 30 października 1966. W latach 1967–1975 przewodniczący Konferencji Episkopatu Ugandy.
Wielokrotnie brał udział w sesjach Światowego Synodu Biskupów w Watykanie (1967, 1969, 1971, 1974). 24 maja 1976 papież Paweł VI mianował go kardynałem, nadając tytuł prezbitera S. Maria Nuova. Jako kardynał Nsubuga uczestniczył w obu konklawe w 1978. W lutym 1990, po osiągnięciu wieku emerytalnego, złożył rezygnację z rządów archidiecezją Kampala.